# Нівель-Болер
50°37′16″ пн. ш. 4°19′37″ сх. д. / 50.62111° пн. ш. 4.32694° сх. д.
Нівель-Болер — гоночна траса в Бельгії. На даній трасі в 1972 та 1974 роках проводився Гран-прі Бельгії Формули-1. Побудовано, як альтернатива, для проведення Гран-прі Бельгії, автодрому Спа-Франкоршам. Однак, не була популярна у глядачів, і власники траси в 1974 році збанкрутіли. В наш час[коли?] траса не функціонує.

## Конфігурація
| Версія | Довжина (м) | Гран-прі       | Рекорд кола у кваліфікації     |
| Версія | Довжина (м) | Гран-прі       | Рекорд кола в гонці            |
| ------ | ----------- | -------------- | ------------------------------ |
| 1972   | 3 724       | 1 (1972, 1974) | 1'09.82 (1974, Клей Регаццоні) |
| 1972   | 3 724       | 1 (1972, 1974) | 1'11.31 (1974, Денні Х'юм)     |

## Переможці Гран-прі Бельгії на трасі Нівель-Болер
| Рік  | #  | Пілот               | Конструктор  | Результат |
| ---- | -- | ------------------- | ------------ | --------- |
| 1974 | 21 | Емерсон Фіттіпальді | McLaren-Ford | Результат |
| 1972 | 19 | Емерсон Фіттіпальді | Lotus-Ford   | Результат |